# Caso Carretta
Il caso Carretta è un episodio italiano di familicidio  avvenuto il 4 agosto 1989 a Parma. Ferdinando Carretta, all'epoca del fatto ventisettenne, uccise nella casa di famiglia i propri genitori e il fratello minore e successivamente riparò nel Regno Unito. L'esecutore confessò in pubblico il suo reato durante un'intervista televisiva nel novembre 1998.
Riconosciuto incapace di intendere e di volere al momento del delitto, Carretta fu condannato alla detenzione in un ospedale psichiatrico giudiziario; in semilibertà dal 2004, è tornato in libertà completa nel 2015 ed è morto nel 2023.
Il programma televisivo della Rai Chi l'ha visto? ebbe un ruolo non indifferente nelle indagini e nella risoluzione del caso: fu infatti grazie a una segnalazione da esso rilasciata alle forze dell'ordine che il veicolo della famiglia fu ritrovato a tre mesi dalla scomparsa dei suoi membri e fu ad un giornalista di tale trasmissione a cui, nel 1998, Ferdinando Carretta rilasciò la sua dichiarazione di colpevolezza prima ancora di renderla al pubblico ministero.

## Il delitto
Ferdinando Carretta, nato nel 1962, era figlio di Giuseppe (1936-1989) e Marta Chezzi (1939-1989); suo fratello Nicola (1966-1989) aveva avuto in passato problemi di tossicodipendenza. I litigi con i familiari, anche per motivi banali, erano frequenti; in tale clima familiare maturò la decisione di Ferdinando Carretta di uccidere il padre (e subito dopo madre e fratello in quanto testimoni) e acquistò, allo scopo, una pistola semiautomatica Walther 6.35 in un'armeria di Reggio Emilia.
Il 4 agosto 1989 Carretta sparò ai suoi genitori e a suo fratello, uccidendoli, e ne nascose i corpi nel bagno nella casa di famiglia di via Rimini, 8. A seguire, indisturbato, procedette alla pulizia minuziosa della scena del crimine e, il giorno seguente, si liberò dei tre cadaveri occultandoli nella discarica di Viarolo, nell'allora comune di Trecasali, limitrofo a Parma; i corpi non furono mai più ritrovati.
Tre giorni dopo, l'8 agosto, falsificando la firma di suo padre, incassò un assegno bancario di cinque milioni di lire presso una filiale della Banca del Monte e un assegno di un milione dal conto di suo fratello. Infine, allo scopo di far credere a un allontanamento volontario dei genitori, guidò il camper Ford Transit di famiglia a un parcheggio di Milano in via Aretusa, dove lo abbandonò, per poi espatriare nel Regno Unito, presso i cui servizi sociali si registrò con il nome anagrafico di «Antonio Ferdinando Carretta». A Londra, dove viveva, Carretta condusse una vita relativamente anonima, abitando in alloggi economici e svolgendo lavori di basso ordine, alternati alla riscossione dei sussidi di disoccupazione.

## Le indagini

Nicola Carretta, fratello di Ferdinando

Durante la diretta televisiva di Chi l'ha visto? del 19 novembre 1989 in cui si parlava della sparizione dell'intera famiglia Carretta, un telespettatore telefonò in trasmissione segnalando la presenza presso un parcheggio di viale Aretusa (in zona San Siro), a Milano, di un camper Ford Transit con targa di Parma, che un immediato controllo di polizia rivelò essere quello degli scomparsi. Le forze dell'ordine giunsero sul posto mentre la trasmissione era ancora in corso e ragguagliarono sul ritrovamento del veicolo, che non era chiuso a chiave e nel quale non furono rinvenuti elementi utili all'indagine, fatta eccezione per una copia della Gazzetta di Parma del 9 agosto 1989.
In ragione del luogo di ritrovamento del camper, l'indagine fu presa in carico dalla procura della Repubblica di Milano e affidata ad un ancora sconosciuto Antonio Di Pietro che, fin dall'inizio dell'inchiesta, si dichiarò scettico sia sulla sparizione volontaria sia sulle testimonianze che segnalavano i Carretta nei più svariati luoghi, per quanto implausibili; tuttavia, ancora nel 1996, la famiglia veniva ritenuta viva e residente nei Caraibi, a seguito di un'attestazione della compagnia aerea British Airways che dichiarò che i tre scomparsi si erano imbarcati da Gatwick il 6 agosto 1989 su un volo per Bridgetown, capitale di Barbados. La circostanza parve confermare voci che da tempo giravano intorno alla contabilità parallela della ditta dove Giuseppe Carretta lavorava come ragioniere e che lo stesso Carretta sarebbe scomparso con la famiglia perché autore di un pesante ammanco di fondi neri dalla cassa della ditta, sottrazione che naturalmente, data l'origine illegale dei fondi, non poteva essere denunciata. Durante gli anni novanta, la famiglia Carretta fu segnalata in più luoghi, dalla Puglia all'Algeria, poi si sostenne insistentemente che si fosse ritirata a vivere nel lusso tra il Venezuela e l'isola di Margarita, una leggenda a cui credettero in molti all'epoca.
Il 21 novembre 1998 Ferdinando Carretta, mentre effettuava un servizio da pony express a Londra, fu fermato durante un controllo da parte della polizia metropolitana; l'agente che ne raccolse le generalità si ricordava del suo nome e dell'associazione a un caso di scomparsa di persona in Italia e lo segnalò a Scotland Yard, che a propria volta informò l'Interpol, e di conseguenza le autorità italiane vennero avvisate della presenza di Carretta nel Regno Unito. Il giudice Francesco Saverio Brancaccio, procuratore della Repubblica di Parma, si recò nella capitale britannica per interrogare Carretta, il quale dichiarò di non vedere la famiglia dall'agosto 1989 e di essersi prestato a coprirne la fuga ai Caraibi dopo l'ammanco di cassa presso la ditta del padre.
Successivamente Carretta, in un'intervista con Giuseppe Rinaldi davanti alle telecamere di Chi l'ha visto?, ammise la responsabilità del triplice omicidio di Parma a nove anni dall'accaduto. Alla domanda "Cosa è successo quella sera del 4 agosto?", egli rispose con voce ferma e senza giri di parole: "Ho impugnato quell'arma da fuoco e ho sparato ai miei genitori e a mio fratello". La ricerca dell'arma del delitto non portò ad alcun risultato. Il programma Chi l'ha visto? allertò le autorità. Ferdinando Carretta venne arrestato e portato in Italia, insieme alla videocassetta dov'era registrata la sua confessione, che fu trasmessa in TV il 30 novembre 1998. Davanti al magistrato, ripeté la confessione fatta in diretta TV, cambiando solo il giorno dell'omicidio, dal 2 al 4 agosto. Il GIP Vittorio Zanichelli, che raccolse la sua confessione, riferì che Carretta "non vedeva l'ora di confessare".

## Vicenda giudiziaria
La polizia cominciò le ricerche nella discarica di Viarolo, ma senza risultati. I RIS, guidati da Luciano Garofano alla ricerca di DNA nella casa di via Rimini 8, smontarono un portasapone nel bagno e in un tassello in gomma scoprirono tracce di sangue umano maschile e femminile; tracce minori di sangue vennero inoltre rilevate sulla cordicella della doccia. Il 15 aprile 1999 la Corte d'assise di Parma riconobbe Carretta colpevole di triplice omicidio. Ritenuto incapace di intendere e volere al momento del fatto, Carretta venne rinchiuso nell'ospedale psichiatrico giudiziario di Castiglione delle Stiviere.
Il 15 settembre 2003 tornò nella casa del triplice delitto per alcune ore, su istanza presentata al magistrato di sorveglianza dal suo difensore avvocato Gianluca Paglia che, in quello stesso giorno, rilasciando un'intervista, anticipò la linea difensiva dichiarando che, quanto prima avrebbe presentato istanza di semilibertà.
Nel febbraio 2004 ottenne la semilibertà e il 21 giugno 2006 lasciò l'OPG di Castiglione delle Stiviere per entrare in una comunità di recupero a Forlì, in seguito a una licenza esperimento concessa dal magistrato di sorveglianza di Mantova. Ciò portò la zia, Adriana Chezzi, che aveva intrapreso contro il nipote una causa per l'eredità, a manifestare il proprio disappunto, sostenendo che Ferdinando sarebbe dovuto rimanere ancora rinchiuso.
Il 15 ottobre 2008 riuscì a ottenere l'eredità e la casa del massacro grazie a un accordo con le zie. L'11 giugno 2009 uscì anche dalla comunità di recupero. Il 25 aprile 2010 mise in vendita l'appartamento in cui aveva sterminato la famiglia. Il 9 maggio 2015 Ferdinando Carretta tornò in libertà e andò a vivere nella casa di Forlì, che aveva acquistato cinque anni prima con il ricavato della vendita della casa di Parma. Lavorava in una cooperativa sociale.
Carretta fu trovato morto il 1º giugno 2023, presso la sua abitazione a Forlì, all'età di 61 anni, a seguito di una lunga malattia.

## Riferimenti nella cultura di massa
Il caso Carretta è stato oggetto di diverse trasmissioni e documentari:
- Nella puntata Lo sguardo triste - La scomparsa della famiglia Carretta del podcast Demoni Urbani di Francesco Migliaccio.
- Indagini: Parma, 4 agosto 1989, podcast in due puntate a cura di Stefano Nazzi.
- Documentario Rai della serie Delitti in famiglia - Il caso Carretta con le testimonianze di giornalisti, tra cui la troupe di Chi l'ha visto? che intervistò Carretta, e personalità che seguirono il caso all'epoca[20].
- Ciclo Crimini italiani del canale di Warner Bros. Discovery, Nove. Il documentario è condotto da Pino Rinaldi, ex inviato di Chi l'ha visto?, nonché colui che intervistò lo stesso Carretta nel momento in cui svelò, per la prima volta, di essere colpevole.